# Busami jezik
Busami jezik (ISO 639-3: bsm), austronezijski jezik kojim govori oko 700 ljudi (1993 R. Doriot) iz plemena Busami u indonezijskoj regenciji Yapen Waropen, na otoku Yapen u selima Kamanap, Masiaroti i Kaonda.
Leksički mu je najbliži ansus [and], 71%, s kojim pripada centrallnoj-zapadnoj podskupini yapenskih jezika. Ima tri dijalekta.

## Vanjske poveznice
- Ethnologue (14th)
- Ethnologue (15th)